# Gigi Rüf
Christian 'Gigi' Rüf (* 9. Oktober 1981 in Au (Vorarlberg)) ist ein österreichischer Snowboarder.

## Karriere
Die Snowboardkarriere von Gigi Rüf begann 1999 in den USA. Sein Teammanager und Fotograf überredete den damals 18-Jährigen, nach einem Contest noch zum Filmen zu bleiben.
Mit seinem ersten Videopart im Film Destroyer kehrte er zurück nach Österreich. Es folgten weitere Videoparts und Unmengen an Fotos in und auf Magazinen. Im Herbst 2008 wechselte er vom Hauptsponsor Burton Snowboards zu Volcom. Im selben Jahr landete der Vorarlberger bei der Wahl des US „Snowboarder Magazine Rider of the Year 08“ auf Platz drei. 2012 gründete er seine eigene Snowboard Firma SLASH. 

## Erfolge
- 10. Platz beim Quiksilver Natural Selection in Jackson Hole, USA[2]
- Silbermedaille bei den X Games Europe 2011 in Tignes, Frankreich[3]
- Dritter Platz beim Red Bull Supernatural 2012 in British Columbia, Kanada
- Erster Platz beim Red Bull Ultra Natural 2013 in British Columbia, Kanada[4]
- Dritter Platz bei der Natural Selection Tour (NST) in Revelstoke, Kanada

## Videoparts
- Destroyer von Kingpin Production (1999)
- Optimistic von Absinthe Films (2007)
- Overseas von Pirate Movie Production (2008)
- Ready von Absinthe Films (2008)
- It’s Always Snowing Somewhere von Burton Snowboards (2008)
- Twel2ve von Absinthe Films (2012)
- PERCEPTIONS von Pirate-Movie-Productions (2014)

## Privates
Rüf ist verheiratet und hat 2 Kinder.